# دومينيك جاكسون (ممثلة)
دومينيك جاكسون (بالإنجليزية: Dominique Jackson)‏ هي ممثلة بريطانية، ولدت في 3 ديسمبر 1991 في أولدم في المملكة المتحدة.

## وصلات خارجية
- دومينيك جاكسون على موقع IMDb (الإنجليزية)
- دومينيك جاكسون على موقع قاعدة بيانات الفيلم (الإنجليزية)